# Lüfthildis

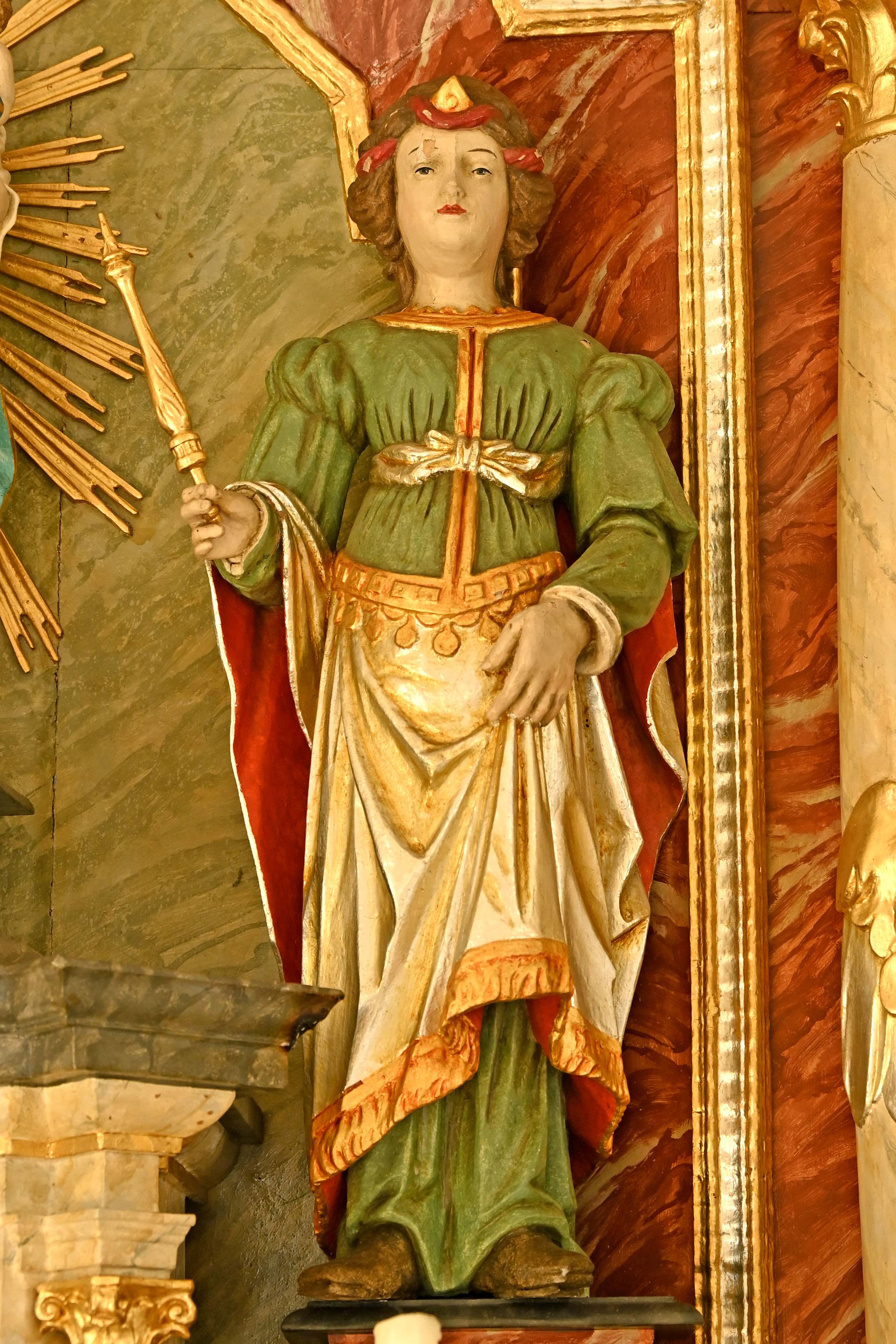
Statue St. Lüfthildis in Döttingen

Lüfthildis (auch Liuthildis von Bonn) ist eine rheinische Lokalheilige, die vor allem in dem nach ihr benannten kleinen Ort Lüftelberg (Stadt Meckenheim) – zuvor Berg – verehrt wird. Dort findet eine Wallfahrt zu ihrem Grab in der romanischen St.-Petrus-Kirche statt (Zweitpatrozinium Lüfthildis). Ihr Grabstein ist eine schlichte Kalksinterplatte aus der Eifelwasserleitung.
Gesicherte Lebensdaten gibt es nicht. Sie soll in der Zeit Karls des Großen gelebt haben.
1623 wurde ihr Kult durch den Kölner Erzbischof Ferdinand von Wittelsbach wiederbelebt.
Lüfthildis erinnert in Vita und Darstellung an die heilige Elisabeth von Thüringen. Sie wird mit einer Spindel als Attribut dargestellt und soll Ohrenkrankheiten heilen sowie böse Geister vertreiben.

## Verehrung

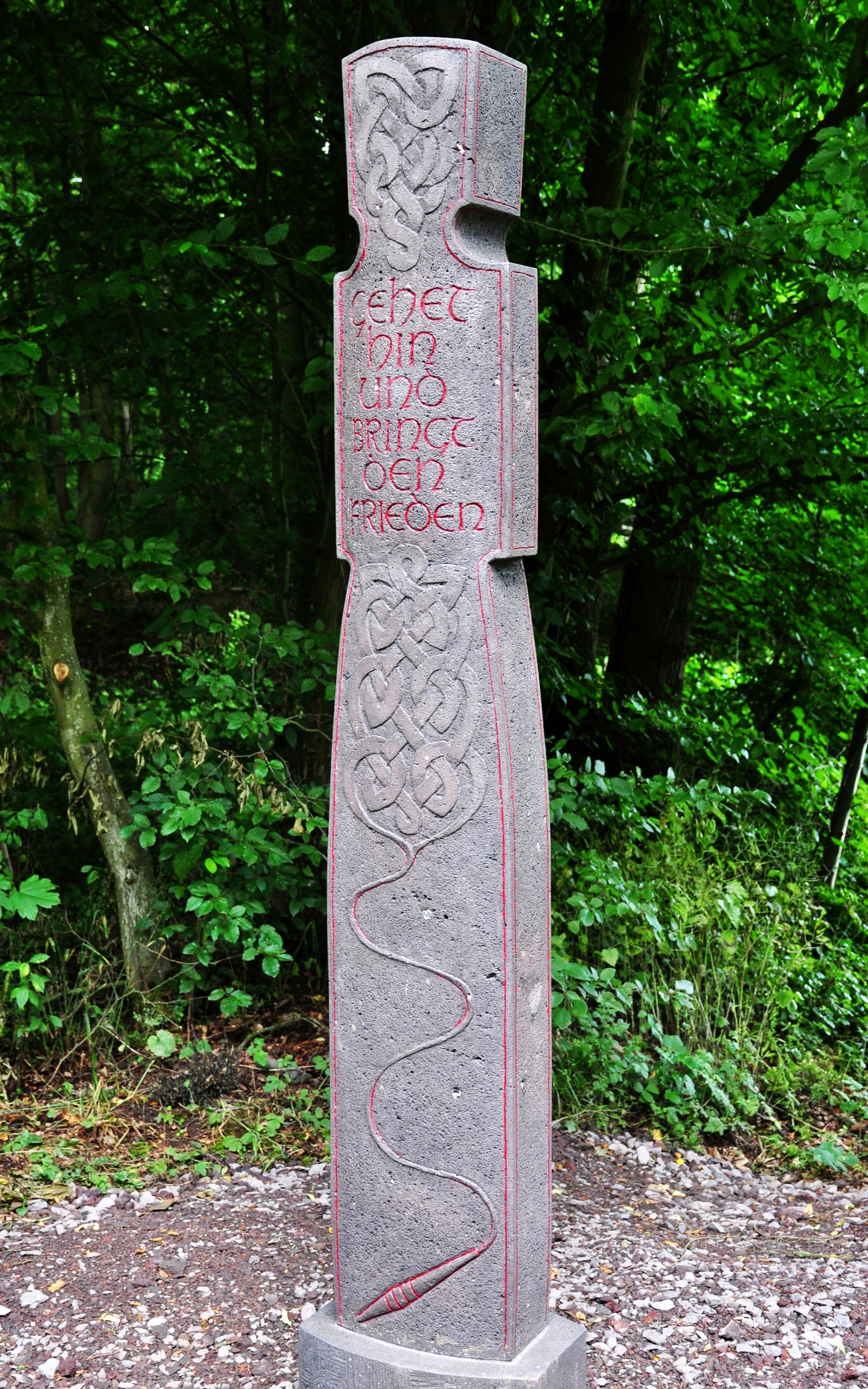
Lüfthildis-Bildstock am Kottenforst

Ihr Gedenktag ist der 23. Januar (Winterlüfthildis). Die Oktav mit Spindelsegen findet vom 1. bis 8. Juni statt. In der Umgebung von Lüftelberg sind ihr mehrere Kirchen und Kapellen geweiht, siehe Lüfthildiskirche.
Seit 1981 nennt sich nach Lüfthildis eine Theatergruppe, die um Fronleichnam moderne Mysterienspiele in der Lüfthildiskirche aufführt.
Im Mai 2020 ließ die Katholische Kirchengemeinde St. Petrus Lüftelberg am Rand des Waldgebietes Kottenforst einen Lüfthildis-Bildstock aufstellen. Dieser Bildstock, der vom Königswinterer Steinmetz und Bildhauer Martin Thiebes (1962 in Krefeld geboren) geschaffen wurde, steht unweit des Bahnhofs Kottenforst. Die Inschrift lautet „Gehet hin und bringt den Frieden“.